# Julian Nagelsmann
Julian Nagelsmann (n. 23 iulie 1987, Landsberg am Lech, RFG) este un antrenor german de fotbal care ocupă funcția de selecționer al echipei naționale a Germaniei.

## Startul și finalul carierei de jucător
Nagelsmann a jucat la juniori pentru echipele Augsburg și 1860 München. În sezonul 2006/07, a ajuns în echipa secundă a clubului din München, însă nu a jucat în vreun meci din cauza accidentărilor. S-a întors la Augsburg pentru sezonul 2007/08, însă a suferit o nouă accidentare la menisc cu afectare a ligamentelor, astfel că a luat decizia să-și încheie cariera de fotbalist. În prima parte a anului 2008, a ajuns alături de Thomas Tuchel, în poziția de scouter. În paralel, a devenit student în administrația afacerilor, apoi s-a transferat la facultatea de știință în sport. A revenit la fotbal și a devenit antrenor secund la echipa sub 17 ani a clubului 1860 München în perioada 2008-2010.

## Cariera de antrenor

### Începutul
Nagelsmann s-a alăturat academiei de tineret a clubului 1899 Hoffenheim în anul 2010 și a antrenat apoi diferite alte secțiuni de tineret. În sezonul 2012-13, a fost antrenor al echipei sub 19 ani de la Hoffenheim și în paralel antrenor secund al echipei mari. A câștigat cu echipa 19 titlul în campionatul de tineret în sezonul 2013-14. În perioada petrecută ca antrenor secund, a fost poreclit de către portarul Tim Wiese „Mini-Mourinho”.

### 1899 Hoffenheim

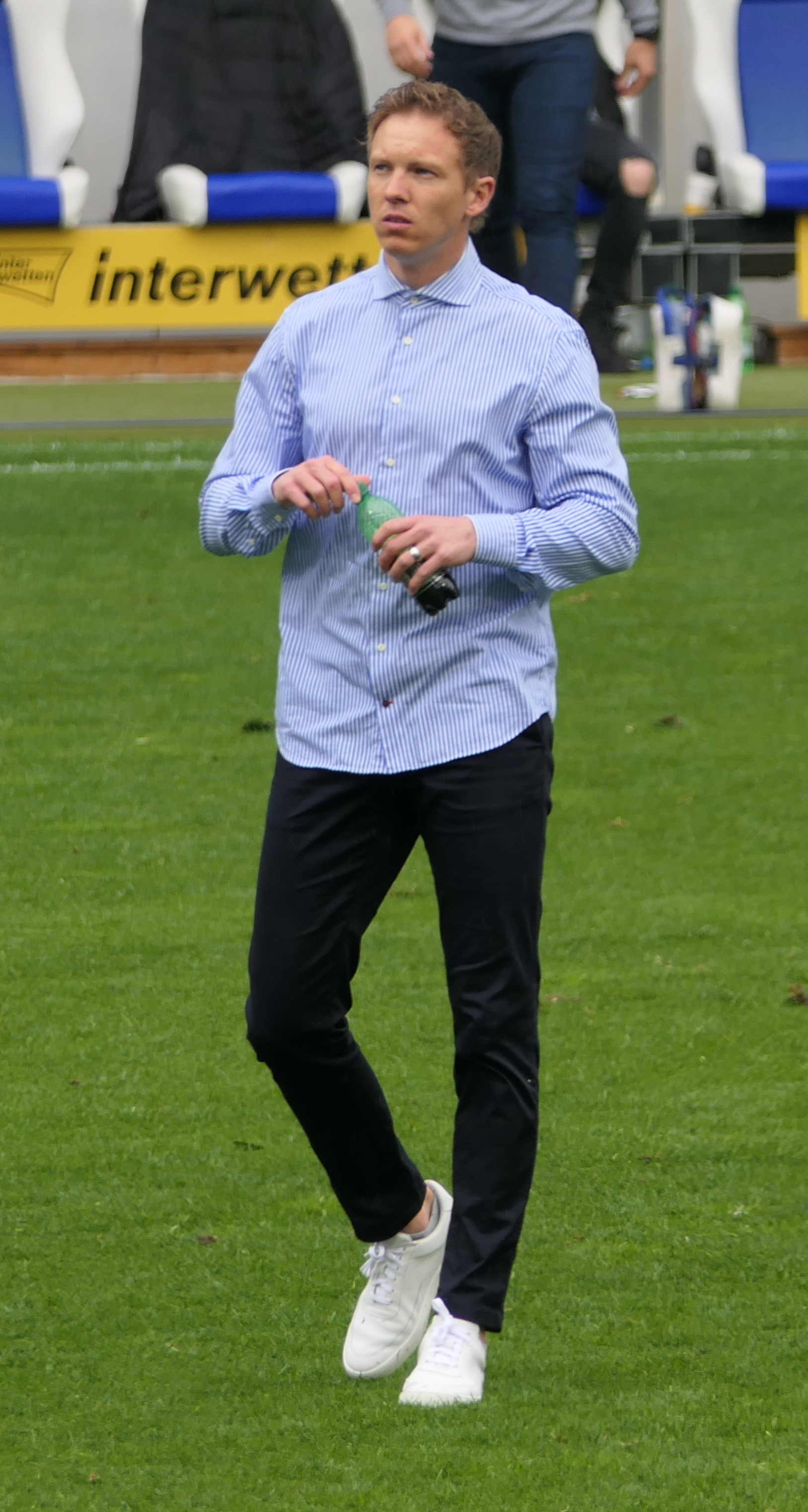
Nagelsmann la Hoffenheim în 2019

Nagelsmann a fost numit antrenor principal la 1899 Hoffenheim la data de 27 octombrie 2015. Ar fi trebuit să preia echipa la începutul sezonului 2016-17. A semnat un contract pentru trei sezoane. Avea 28 de ani și devenea astfel cel mai tânăr antrenor principal din istoria Bundesligii. Trebuia să îl înlocuiască în funcție pe Huub Stevens care tocmai fusese instalat cu o zi înainte în locul lui Markus Gisdol. Însă la data de 10 februarie 2016, Stevens demisionează din cauza unor probleme de sănătate, iar mandatul lui Nagelsmann începe mai devreme.
Când Nagelsmann a devenit antrenor principal, în februarie 2016, Hoffenheim ocupa locul 17, fiind la șapte puncte de poziția a 15-a care asigura menținerea în Bundesliga. Sub conducerea lui Nagelsmann, echipa a evitat retrogradarea, câștigând șapte dintre cele 14 meciuri rămase în sezon și încheind cu un punct deasupra poziției de baraj. Seria bună a echipei a continuat în sezonul 2016–17 în care Hoffenheim a încheiat pe locul patru și s-a calificat pentru Liga Campionilor în premieră în istoria clubului.
La 9 iunie 2017, Hoffenheim i-a prelungit contractul lui Nagelsmann până în 2021. Însă doar un an mai târziu, pe 21 iunie 2018, Hoffenheim a anunțat că Nagelsmann urma să părăsească echipa la finalul sezonului 2018–19. Meciul său cu numărul 100 la conducerea lui Hoffenheim a fost înregistrat pe 19 ianuarie 2019, o înfrângere cu 3-1 în fața lui Bayern München. A ajuns la 100 de meciuri ca antrenor în Bundesliga la doar 31 de ani, cel mai tânăr antrenor din istorie care ajunge la această bornă.

### RB Leipzig
La 21 iunie 2019, RB Leipzig a anunțat că Nagelsmann urma să devină antrenorul clubului cu care a semnat un contract pentru patru sezoane, valabil până în 2023. Nagelsmann a câștigat primul său meci ca antrenor la RB Leipzig în Bundesliga, 4-0 cu FC Union Berlin, apoi a adus o remiză, 1–1, contra lui Bayern München. În etapa a zecea, Leipzig a învins pe Mainz cu 8–0. Contra fostei sale echipei, Hoffenheim, Nagelsmann a obținut o victorie cu 3-1 în etapa a 14-a.
La 10 martie 2020, după victoria lui Leipzig cu 4–0 contra lui Tottenham Hotspur, Nagelsmann a devenit cel mai tânăr antrenor din istorie care a obținut un succes în faza eliminatorie a Ligii Campionilor.
La 13 august 2020, RB Leipzig a învins echipa spaniolă Atlético Madrid cu 2–1 în sferturi de finală și a ajuns prima dată în istoria clubului în semifinalele Ligii Campionilor, iar Nagelsmann a devenit cel mai tânăr antrenor care să conducă o echipă în această fază a competiției.
În semifinale, RB Leipzig a înfruntat pe Paris Saint-Germain, Nagelsmann înfruntându-l pe fostul său antrenor de la Augsburg, Thomas Tuchel. Leipzig a fost învinsă de PSG cu 3–0.

### Bayern München
La 27 aprilie 2021, Bayern München a anunțat semnarea unui contract pentru cinci ani cu Nagelsmann care va deveni antrenorul clubului începând cu 1 iulie 2021, în locul lui Hans-Dieter Flick. În primul sezon complet la conducerea lui Bayern, Nagelsmann a câștigat Supercupa Germaniei, 3–1 contra Borussiei Dortmund, apoi și titlul în Bundesliga, dar echipa a fost eliminată în sferturile Ligii Campionilor, de Villarreal CF. În sezonul 2022-23, Bayern a triumfat din nou în Supercupă, 5–3 contra fostei echipe a lui Nagelsmann, Leipzig. Însă la 24 martie 2023, în timpul unei pauze pentru echipele naționale, când Nagelsmann era la schi, Bayern a luat decizia să-l demită, deși echipa era pe locul 2 în Bundesliga, la un singur punct în urma liderului Borussia Dortmund, și se calificase în sferturile Ligii Campionilor.

### Naționala Germaniei
În septembrie 2023, după ce Hansi Flick a fost demis din funcția de selecționer al Germaniei, Nagelsmann a preluat conducerea primei reprezentative, semnând un contract valabil până la finalul EURO 2024.

## Trofee

### Antrenor

#### Club
TSG Hoffenheim U19
- Under 19 Bundesliga: campion 2013–14
- Under 19 Bundesliga Sud/Sud-vest: campion 2013–14, campion 2014–15

Bayern München
- Bundesliga: 2021–22
- DFL-Supercup: 2021, 2022

### Individual
- Antrenorul german al anului: 2017[23]